# Barbara Kosmal

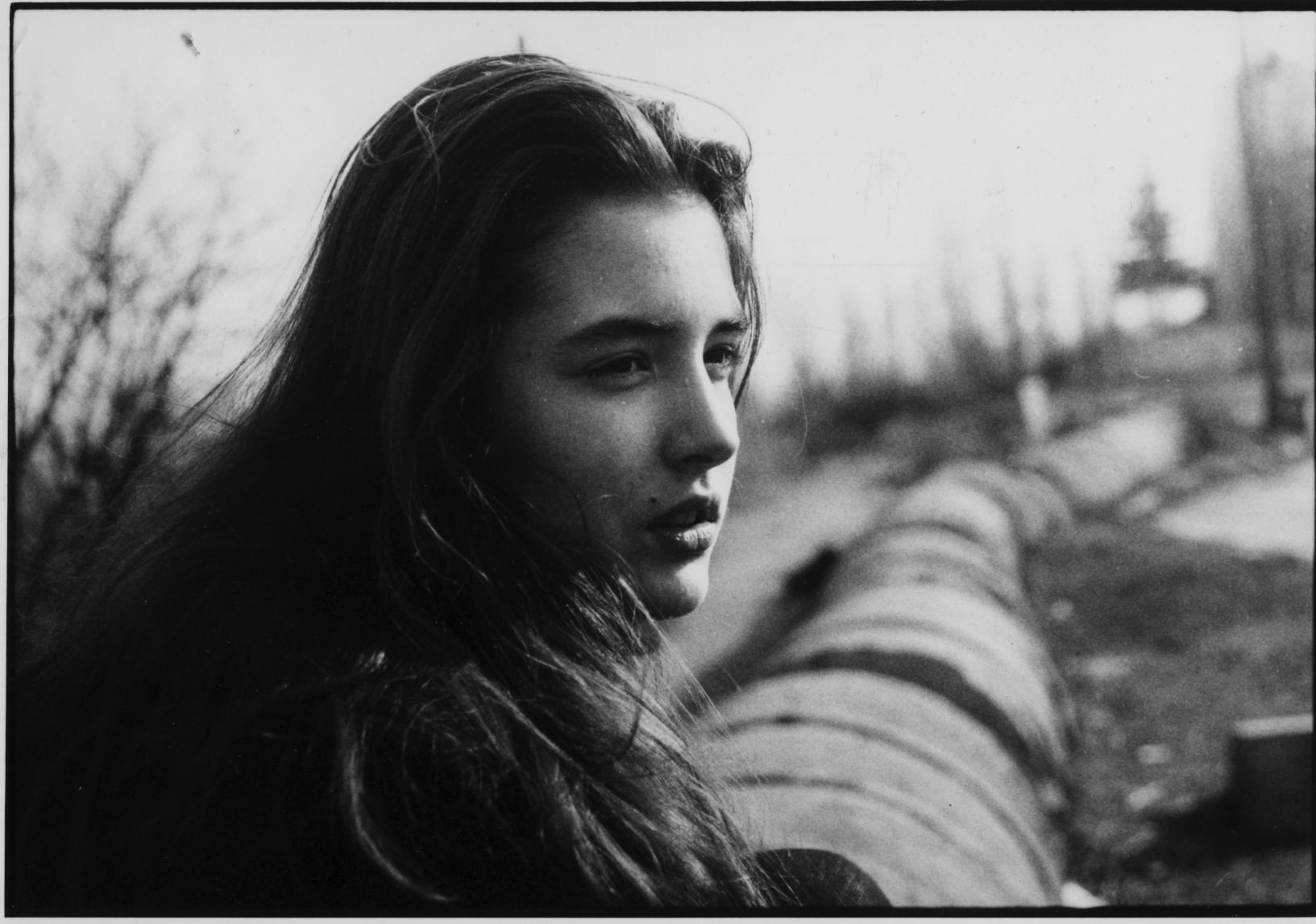
Barbara Kosmal

Barbara Kosmal (ur. 26 lutego 1973 w Warszawie, zm. 15 maja 1993 w Brzezinach) – polska aktorka filmowa i modelka.

## Życiorys
Córka aktorki Barbary Brylskiej oraz Ludwika Kosmala. W 1992 roku ukończyła XXVIII Liceum Ogólnokształcące im. Jana Kochanowskiego w Warszawie.

### Kariera modelki
W Polsce pracowała jako modelka i fotomodelka, biorąc udział w wielu sesjach modowych. Jako 17-latka, w maju 1990 roku, wzięła udział w pokazie mody kolekcji francuskiego projektanta Daniela Hechtera, który odbył się w Warszawie. Kosmal chodziła po wybiegu obok takich ówczesnych gwiazd modelingu jak Małgorzata Niemen, Katarzyna Butowtt czy Barbara Milewicz. Jako modelka pracowała także w Paryżu dla The Marilyn Agency, m.in. reklamując okulary francuskiej firmy Alain Afflelou.
W Tokio, gdzie przebywała od stycznia do marca 1993, współpracowała z japońską agencją modelek Satoru. 29 maja 1993 roku miała wylecieć do Nowego Jorku na 3-miesięczny kontrakt z agencją modelek, który zorganizowała dla niej aktorka i modelka Liza Machulska.

### Kariera aktorska
Równolegle rozwijała karierę aktorską. We wrześniu 1991 roku rozpoczęła zdjęcia do filmu Motyw cienia braci Michała i Józefa Skolimowskich, gdzie zagrała jedną z głównych ról. Premiera filmu odbyła się po śmierci aktorki, we wrześniu 1993 roku. Na przełomie 1992 i 1993 roku zagrała także główną rolę w etiudzie jugosłowiańskiego (obecnie chorwackiego) reżysera Denisa Delicia, o tytule Fałszywy autostop, którego premiera odbyła się w 1995 roku. Była kandydatką Jerzego Hoffmana do roli Heleny Kurcewiczówny w planowanej przez niego ekranizacji Ogniem i mieczem. Ostatecznie film ten powstał w 1999 roku, a rolę otrzymała Izabella Scorupco.

### Śmierć

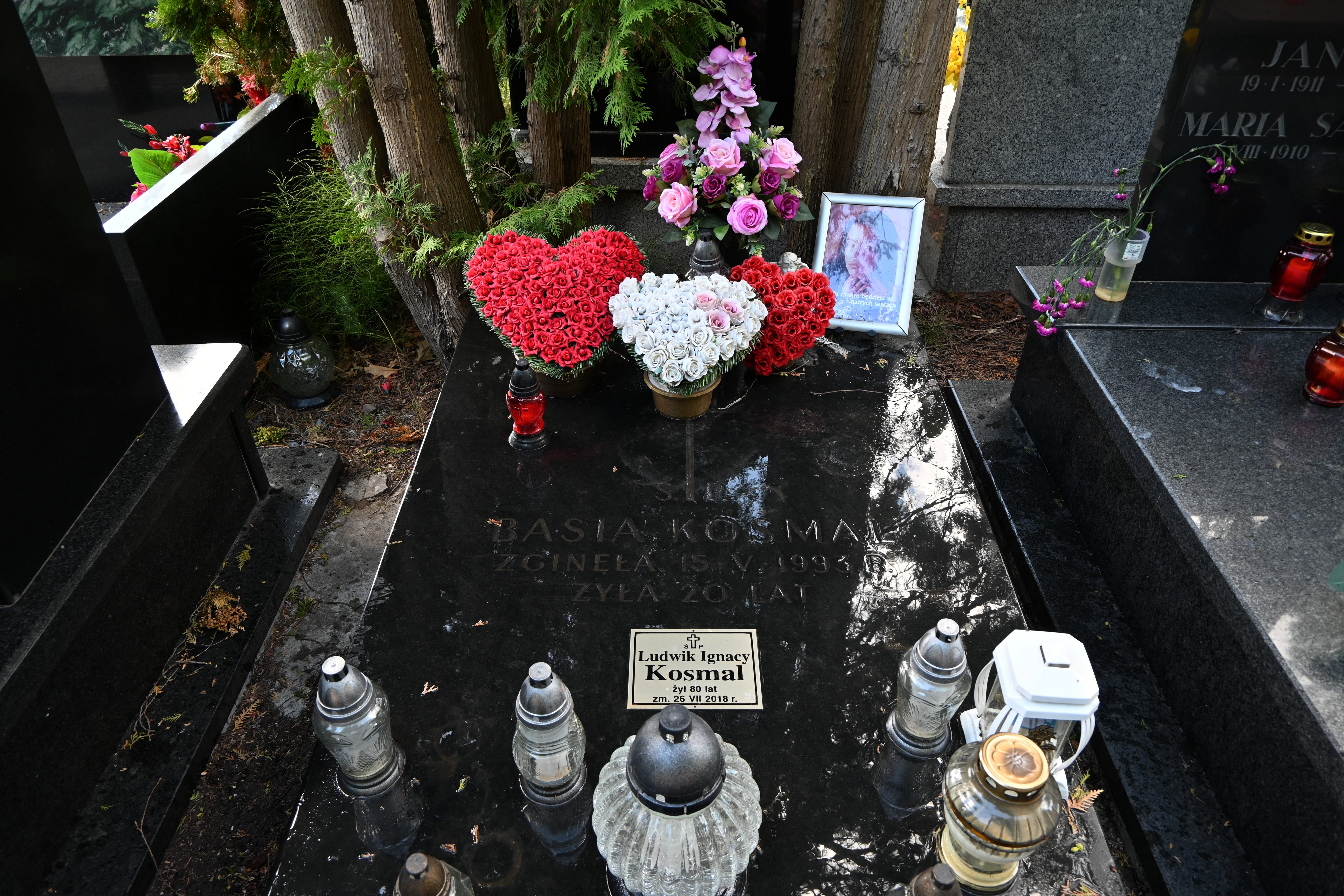
Grób Barbary Kosmal oraz jej ojca Ludwika na cmentarzu w Pyrach

15 maja 1993 roku, wracając z planu filmowego etiudy Fałszywy autostop z Łodzi do Warszawy, zginęła tragicznie w wypadku samochodowym w Brzezinach. Kierowcą Fiata 126p był Xawery Żuławski, który straciwszy panowanie nad kierownicą, uderzył w drzewo. Barbara Kosmal zginęła na miejscu. Przyczyną zgonu były obrażenia wewnętrzne. Pogrzeb odbył się 21 maja 1993 na cmentarzu parafialnym w Pyrach.

### Życie prywatne
Na przełomie 1991 i 1992 roku Barbara Kosmal spotykała się z ówczesnym absolwentem Wydziału Operatorskiego Państwowej Wyższej Szkoły Filmowej w Łodzi Tomaszem Bałukiem. Po roku rozstali się. W roku 1993 partnerem Barbary był początkujący wówczas fotograf Wojciech Krzywkowski.

## Filmografia

### Obsada aktorska
- 1995 : Latający Holender jako młoda Lotte
- 1995 : Fałszywy autostop jako Marta; etiuda szkolna
- 1993 : Motyw cienia (The Hollow Man) jako Anes
- 1988 : Czas połnołunija jako obsada aktorska

### Filmy poświęcone pamięci Barbary Kosmal
Bracia Skolimowscy dedykowali pamięci Barbary Kosmal film Motyw cienia, w którym zagrała jedną z głównych ról, a którego premiery we wrześniu 1993 nie doczekała.
Film Chaos, w reżyserii Xawerego Żuławskiego, jest także poświęcony pamięci Barbary Kosmal. W filmie znalazła się scena wypadku, odzwierciedlająca wypadek samochodowy z 15 maja 1993 roku. W tym samym roku Luiza Jesipowicz zrealizowała film dokumentalny Basia.